# Réservoir à toit flottant externe

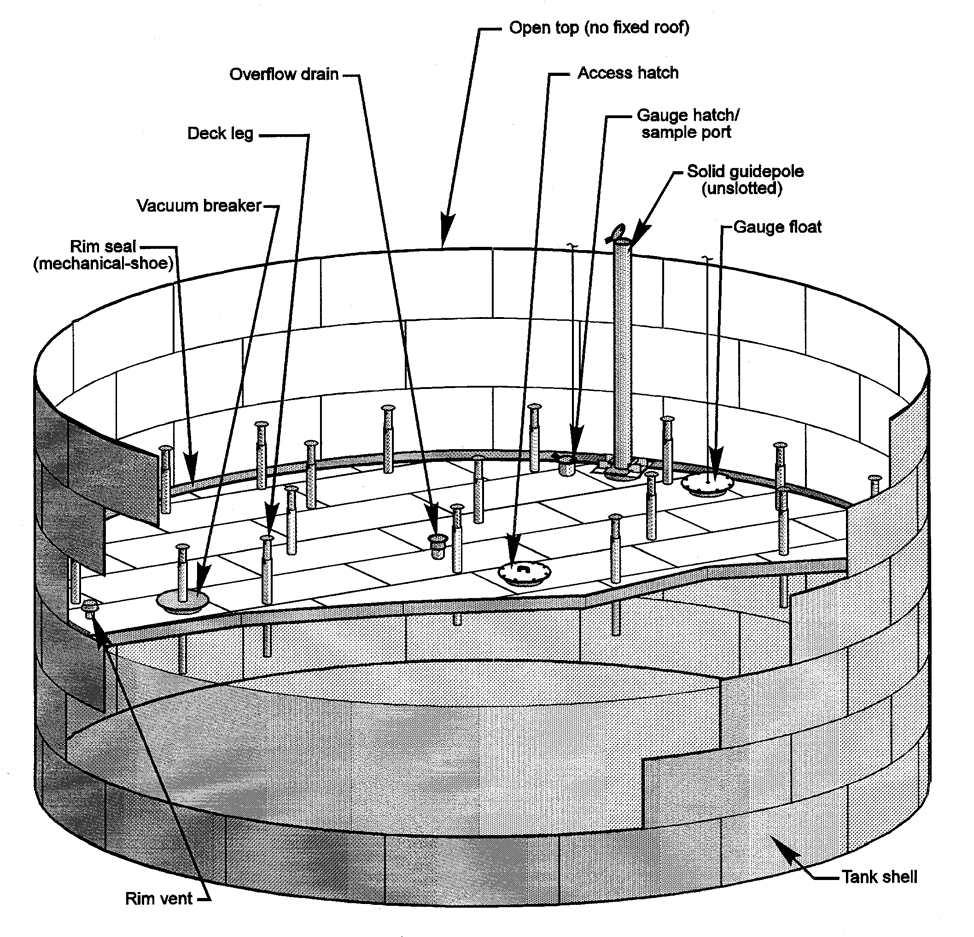
Réservoir à toit flottant externe (type double pont)

Un réservoir à toit flottant externe est un réservoir de stockage couramment utilisé pour stocker de grandes quantités de produits pétroliers. Ce type de réservoir de stockage est largement utilisé pour le stockage de liquides à point d'éclair moyen tels que l’essence, le kérosène, le gazole et le pétrole brut.

## Description
Un réservoir à toit flottant externe consiste en une coque en acier cylindrique à sommet ouvert munie d'un toit flottant à la surface du liquide stocké.
Le toit monte et descend avec le niveau du liquide dans le réservoir. Par opposition à un réservoir à toit fixe et sauf pour les situations de niveau de liquide très faibles, il n'y a pas d'espace de tête dans le réservoir à toit flottant, c'est-à-dire qu'il n'y a pas de place pour la vapeur entre le liquide et le toit. Il existe un système d'étanchéité, un joint, entre la coque du réservoir et le toit. Le toit a des pieds de soutien qui pendent dans le liquide. À faible niveau de liquide, le toit finit par se poser et un espace de tête se forme entre la surface du liquide et le toit. Les pieds de soutien sont généralement rétractables pour augmenter le volume utile du réservoir.
Les toits sont conçus pour contenir jusqu'à 255 mm d'eau. Il faut alors évacuer les eaux de pluie du toit de la citerne, car elles sont plus denses que le contenu de la citerne et poseront des problèmes si une quantité supérieure est accumulée. L'eau sur le toit est généralement drainée par un tuyau flexible spécial ou par un autre système de canalisation de drainage spécial qui va des puisards de vidange sur le toit, en passant par le liquide stocké, jusqu'à une vanne de vidange sur la coque à la base du réservoir. Un tuyau est la voie la plus rapide et la plus courte. D'autres systèmes de drainage sont disponibles, qu'ils soient rigides ou semi-rigides. Ceux-ci sont nommés «articulés» car ils utilisent des longueurs droites de tuyaux en acier avec raccords tournants mécaniques ou sont constitués de tuyaux en acier à sections flexibles.  

## Avantages
Les réservoirs à toit flottant externe sont généralement installés pour des raisons environnementales, économiques et sécuritaires. Ils permettent de limiter les pertes par évaporation de produit, les risques d’incendie et les risques d'émissions de composés organiques volatils (COV) et d'autres polluants atmosphériques potentiels.

## Inconvénients
La neige peut s'accumuler sur le toit. En raison de la présence du toit flottant et de ses composants associés, le coût de construction du réservoir à toit flottant est supérieur à celui du réservoir à toit fixe, mais il est possible de compenser ceci grâce à la réduction de la perte par évaporation de produits.